# شهرستان اصیل، قزاقستان شمالی
شهرستان اصیل (به قزاقی: Есіл ауданы، ەسىل اۋدانى) یک شهرستان در قزاقستان است که در استان قزاقستان شمالی واقع شده‌است.

## خصوصیات
شهرستان اصیل ۲۶٬۶۱۵ نفر جمعیت دارد.